# レア (旧約聖書)

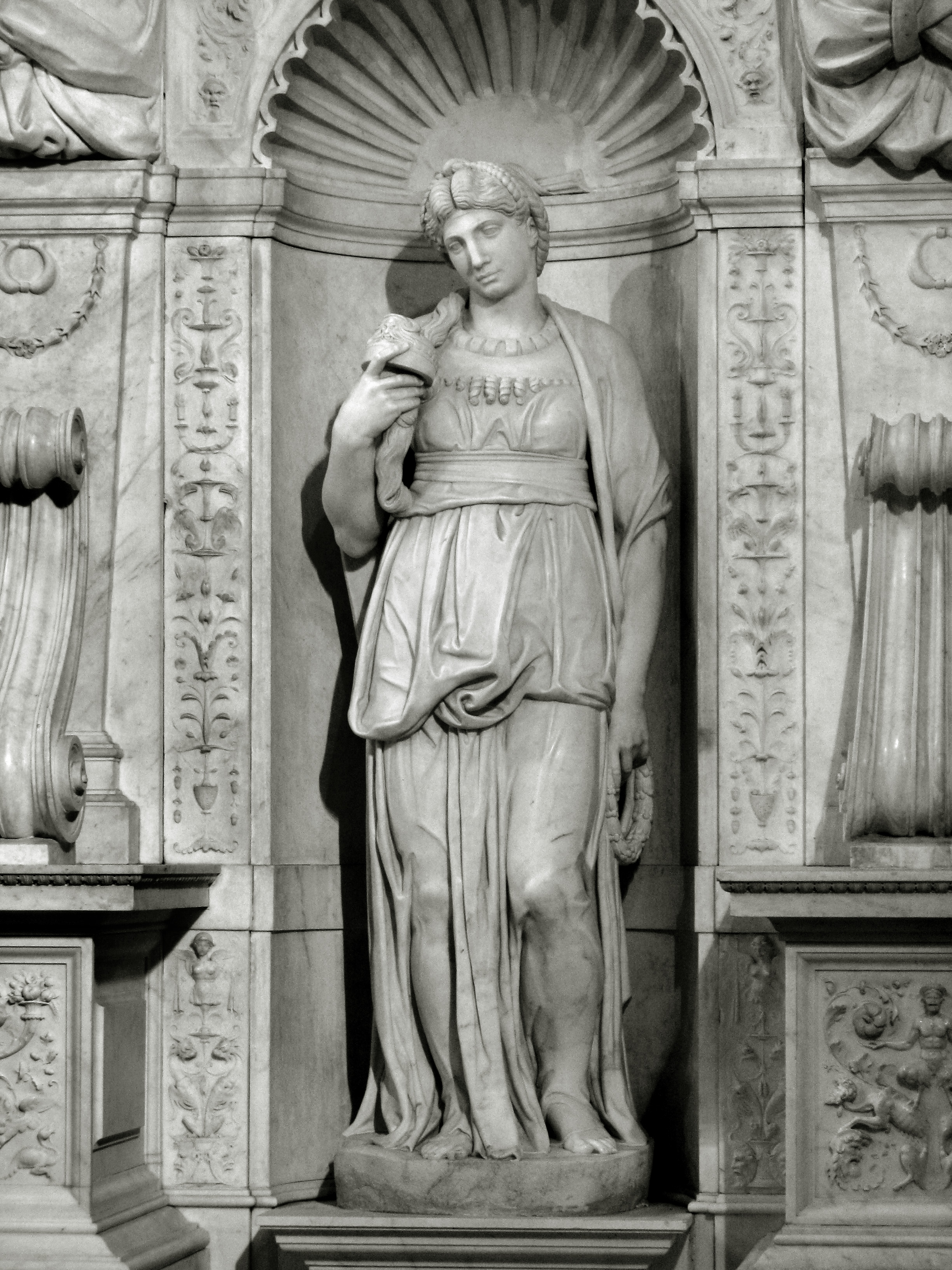
レア。

レア（Leah 、ヘブライ語: לֵאָה 、伝統音：Lēʼāh 、レーアー）は、旧約聖書『創世記』に登場する女性。父はラバン。妹ラケルともどもヤコブ（イスラエル）の妻となり、ルベン、シメオン、レビ、ユダ、イッサカル、ゼブルン、ディナを産んだ。息子たちはイスラエル十二支族の祖となった。
名前はヘブライ語で「（徒労のあまり）疲労している者」を意味するが、Le ah と分離して「野生の雌牛」と解釈したり、アッカド語で「君主」あるいは「淑女」を表すカルデア系の名前とする説がある。

## 聖書の描写
創世記29章17節によれば、レアの目は弱々しいという描写がある。ヤコブは7年ラバンの元ではたらき、愛していたラケルではなくレアをあてがわれたので、レアを疎んでいた 。 
レアとの間にはルベン、シメオン、レビ、ユダ、イッサカル、ゼブルンが生まれた(創世記)。 

## 脚註
1. ↑  Behind the Name - Leah
2. ↑  ラバンの住んでいた地域では、長女を先に嫁がせるしきたりが存在した。